# Aquileano

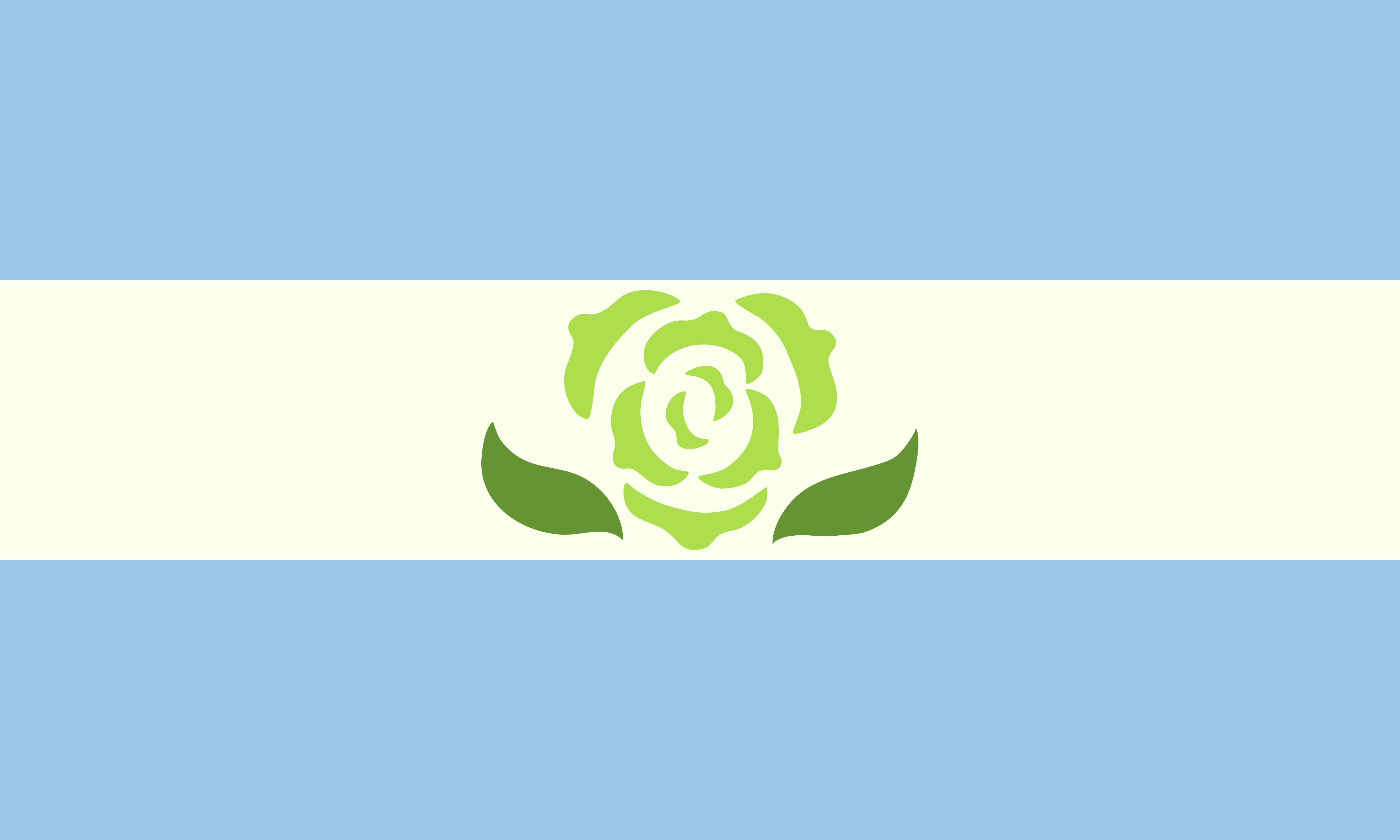
Propuesta de bandera del orgullo aquileano.

Aquileano es un término paraguas para designar o bien la atracción sexual o una unión romántica entre hombres. La palabra es un neologismo, con origen en la mitología griega, ya que se asocia al héroe griego Aquiles.

## Diferenciación semántica

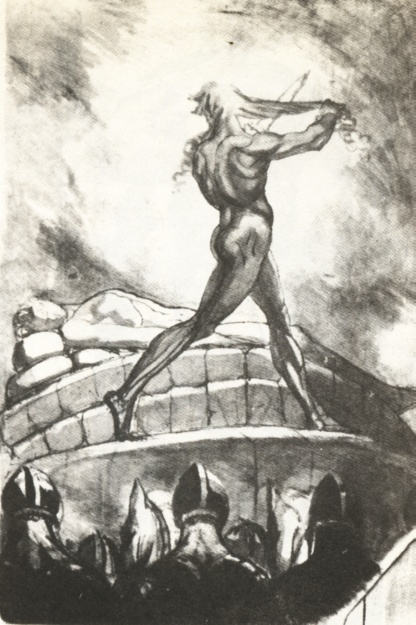
Aquiles sacrificando su cabello en la pira funeraria de Patroclo de Johann Heinrich Füssli (1795-1800), Kunsthaus, Zürich.

Si bien a primera vista la diferencia entre homosexual y aquileano puede parecer sutil y pocos diccionarios recogen el neologismo, la palabra responde a la necesidad de dar un nombre a todas las formas de atracción que no acaban de encajar con la definición de «homosexualidad». También se puede interpretar como una alternativa menos clínica a la expresión «Hombres que tienen sexo con hombres». El nombre ilustra esto pues si bien Homero no tiene ocasión de designar a Aquiles como bisexual, está bien establecido que este siente una fuerte atracción hacia las mujeres, como es el caso con Briseida o Pentesilea, de forma que aun sintiendo homoerotismo, en ningún caso se puede decir que Aquiles fuese homosexual.
De la misma forma, son aquileanas muchas formas de atracción sexual hacia lo masculino por parte de hombres tanto bisexuales como homosexuales. No es correcto definir la atracción de algunos hombres, que se definen heterosexuales por cumplir expectativas sociales o por temor de asumirlo, con «heteroflexibilidad»; este es un concepto erróneo, lo correcto es que esa persona sea bisexual u homosexual. Es así que se puede considerar a cualquier persona sujeta a sentimientos aquileanos es bisexual, siendo pues lo aquileano una variable de la escala de Kinsey.
De esta forma, la palabra no se debe entender como una alternativa a «homosexual» en la manera en que se llegó a utilizar la palabra «homófilo» sino como un término más general y más adecuado en ciertas situaciones de atracción entre hombre y hombre en las que no se conoce el género o la orientación sexual de cada uno de los miembros.

## Aquileanismo y género

Icono de la atracción entre hombre y hombre (MLM en inglés).

Los sentimientos aquileanos pueden darse en las personas de identidad de género masculina, independientemente de su orientación sexual. De esta forma, es un análogo al término «sáfico», que sirve para hablar con exactitud de la atracción entre mujeres y hacia lo femenino. En la práctica, esto significa que los sentimientos aquileanos se manifiestan como homosexualidad o bisexualidad en los hombres. Una relación o atracción aquileana puede ser entre hombres cisgenero, tránsgenero o incluir a personas no binarias de alineación de género masculino. También se puede manifestar en relaciones tanto monogamas como poliamorosas.

## Precisiones sobre el origen del término

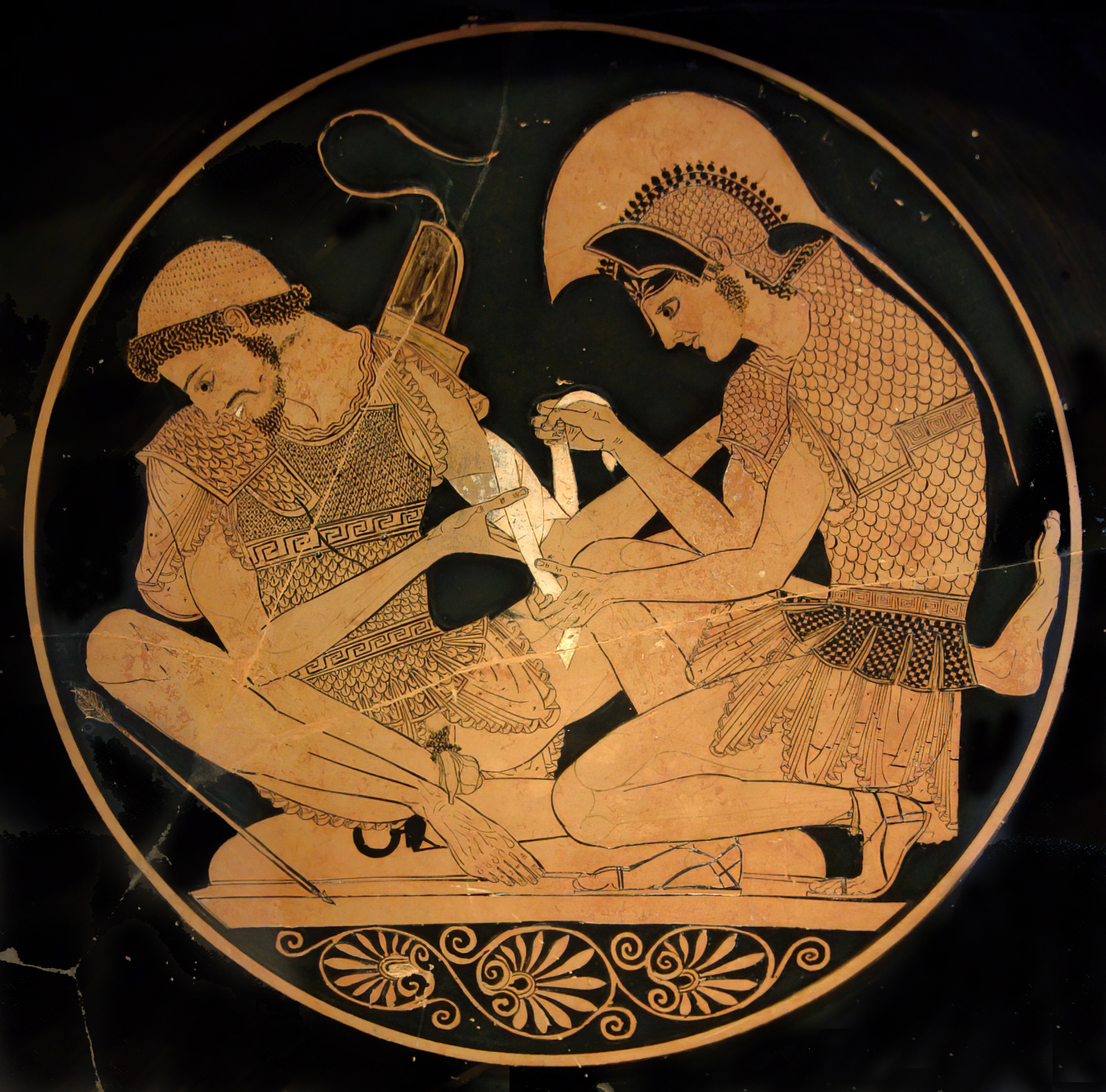
Cerámica de Aquiles curando a Patroclo.

La razón de la elección de Aquiles como paradigma del término proviene de su amor romántico hacia su compañero de armas, Patroclo. Muchos héroes mitológicos y figuras históricas de la Grecia antigua manifiestan comportamientos aquileanos, como Heracles, Alcibiades o Alejandro Magno. Sin embargo la popularidad del personaje de Aquiles, así como la intensidad de su amor por Patroclo explican la utilización de su nombre como epónimo. La pasión de Aquiles se manifiesta principalmente en los pasajes que describen su intenso luto tras la muerte de Patroclo a manos de Héctor (Canto XVIII).
La homofobia empujó a ignorar la lectura aquileana de la relación entre Aquiles y Patroclo, así como versiones del mito, cuyos autores interpretaron como puramente platónica. Sin embargo, el consenso hoy en día es que eran amantes y se han conservado textos en el que autores griegos y romanos interpretan su relación como una forma de la pederastia griega, que presuponía un miembro dominante y uno pasivo. Para estos autores antiguos, el debate consistiría en elucidar si Aquiles era el erastes (activo) en razón de su superioridad marcial o bien era el erómenos (pasivo), rol asociado al miembro más joven e imberbe. Sin embargo, Aquiles y Patroclo parecen tener aproximadamente la misma edad y lo más probable es que estas categorías sean más propias de la Grecia clásica que de la época en la que nacieron poemas como la Ilíada. De esta forma, no podemos determinar en que términos se daban las relaciones aquileanas en la época arcaica, o si su relación era o no igualitaria.
En el mito, tras la muerte de Aquiles a manos de Paris, sus huesos fueron mezclados con los de Patroclo antes de que se celebrasen sus juegos funerarios y Tetis los llevase a la isla de Leuce (o isla Blanca). Otros autores más recientes han recuperado la interpretación erótica de su relación en obras como La canción de Aquiles, de Madeline Miller.